# Kanton Noyers-sur-Jabron
Der Kanton Noyers-sur-Jabron war bis 2015 ein französischer Wahlkreis im Arrondissement Forcalquier, im Département Alpes-de-Haute-Provence und in der Region Provence-Alpes-Côte d’Azur. Er umfasste sieben Gemeinden mit Noyers-sur-Jabron als Hauptort (frz.: chef-lieu). Die landesweiten Änderungen in der Zusammensetzung der Kantone brachten im März 2015 seine Auflösung. Sein letzter Vertreter im conseil général des Départements war von 2001 bis 2015 Pierre Yves Vadot.

## Gemeinden
| Gemeinde                 | Einwohner (Stand: 2022) | Code postal | Code Insee |
| ------------------------ | ----------------------- | ----------- | ---------- |
| Bevons                   | 256                     | 04200       | 04027      |
| Châteauneuf-Miravail     | 75                      | 04200       | 04051      |
| Curel                    | 59                      | 04200       | 04067      |
| Noyers-sur-Jabron        | 527                     | 04200       | 04139      |
| Les Omergues             | 128                     | 04200       | 04140      |
| Saint-Vincent-sur-Jabron | 168                     | 04200       | 04199      |
| Valbelle                 | 239                     | 04200       | 04229      |